# Hegaualb

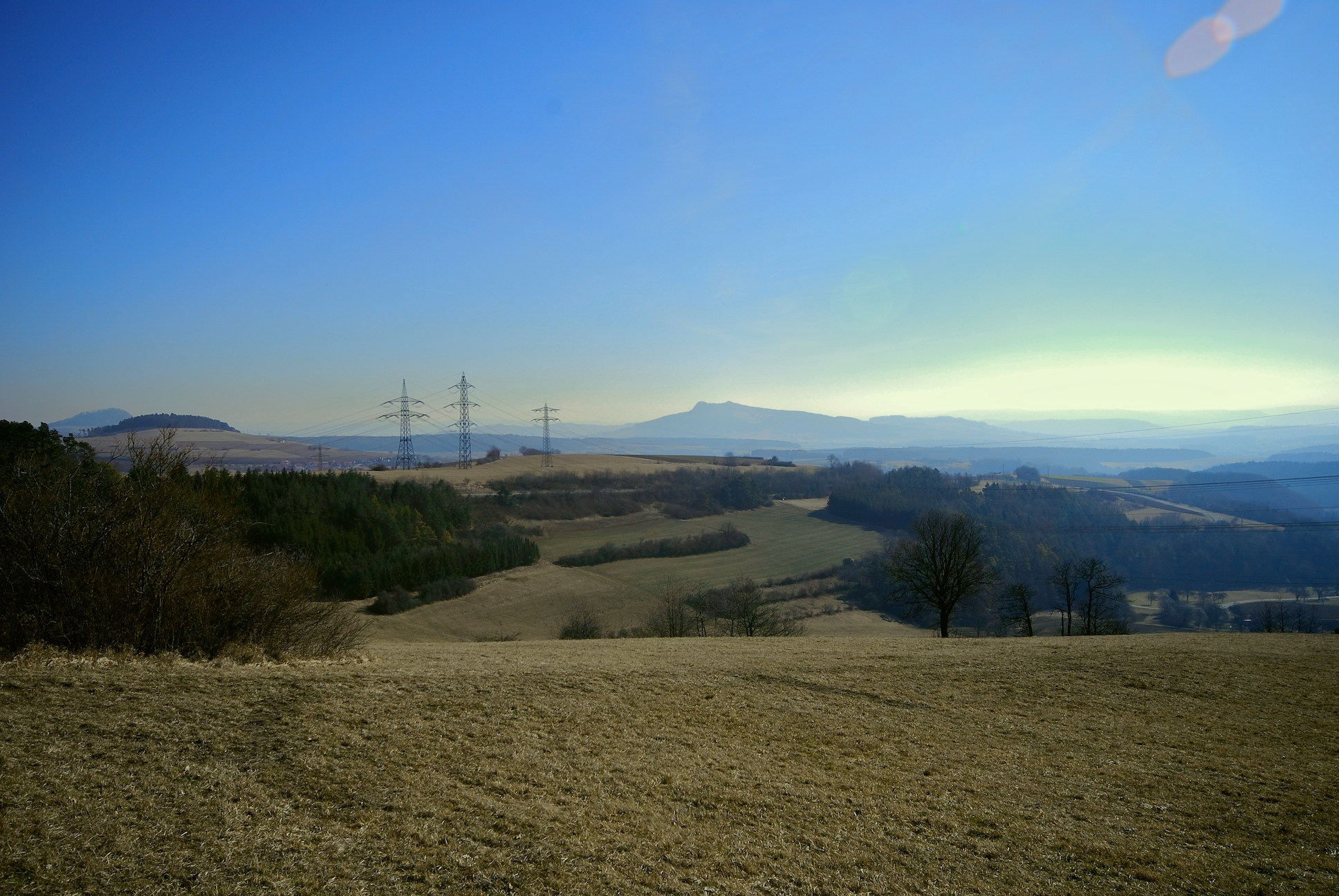
Blick über die westliche Hegaualb, im Hintergrund die Hegauvulkankegel

Die Hegaualb, auch unter dem Namen Badischer Heuberg bekannt, ist eine Landschaft im Süden von Baden-Württemberg zwischen der obersten Donau und dem Hegau nordwestlich des Bodensees. Geologisch ist sie Teil der Schwäbischen Alb, deren südwestlichsten Ausläufer sie bildet. In der naturräumlichen Gliederung Deutschlands handelt es sich um die Haupteinheit Nr. 091 im Südwestdeutschen Stufenland.

## Lage und Fläche

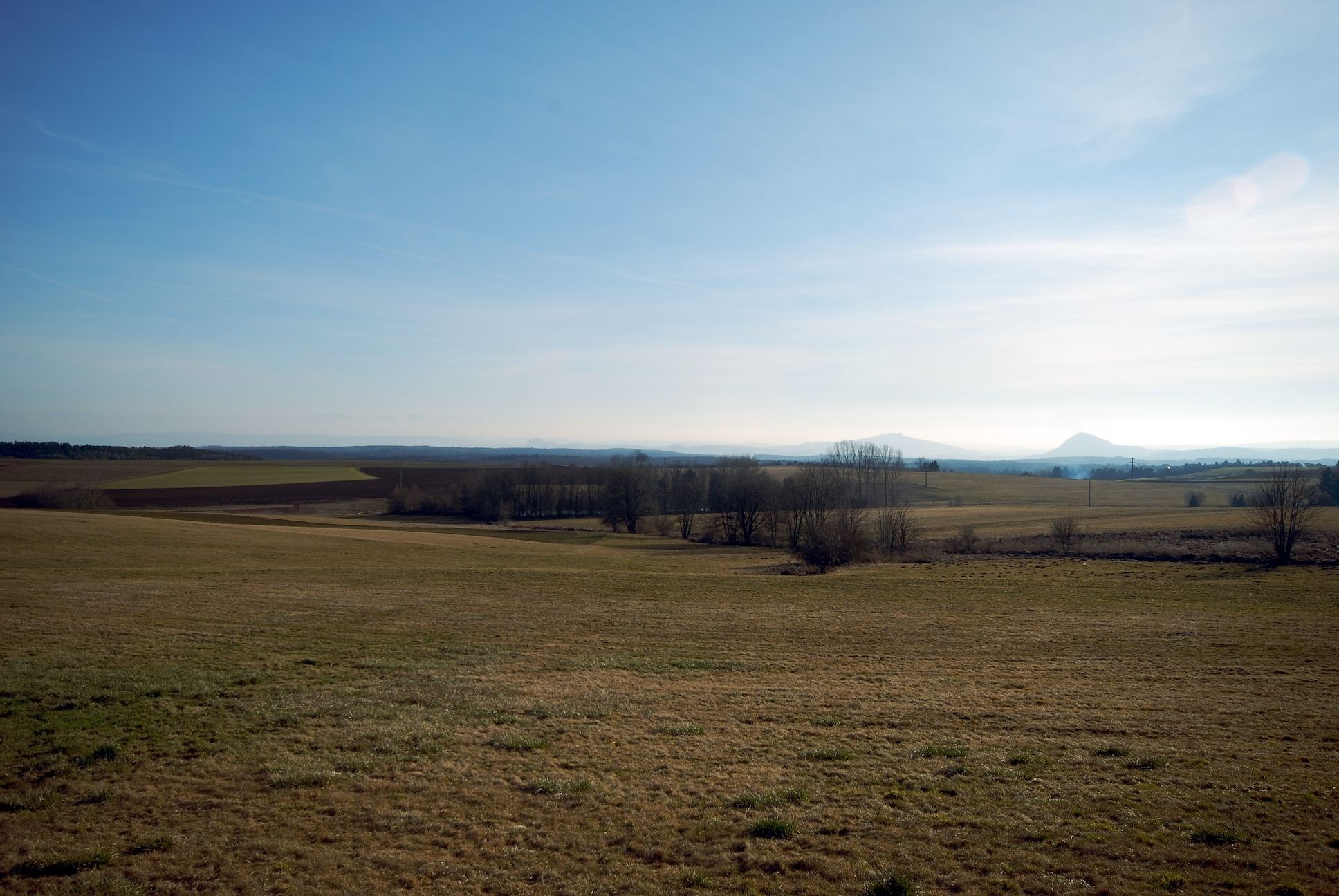
Blick vom Witthoh aus Richtung Süden, im Hintergrund die Hegauvulkankegel

Ihr Teil zwischen Möhringen an der Donau und Bergsteig wird als „Die Eck“ oder Egg bezeichnet. Politisch gehört die Hegaualb zum Schwarzwald-Baar-Kreis, dem Landkreis Konstanz und dem Landkreis Tuttlingen. Im Süden geht sie in den Hegau über, im Südwesten wird sie durch den Randen (Kanton Schaffhausen) und im Westen durch das Alb-Wutach-Gebiet begrenzt. Im Norden bildet das obere Donautal die Grenze zur Baaralb und zum Großen Heuberg, im Osten schließen sich die Donau-Ablach-Platten an.
Die Hegaualb liegt am Übergang zum Alpenvorland. Ihre Fläche beträgt etwa 413 km². Die Hegaualb erstreckt sich in NO-SW-Ausdehnung bis zu 50 Kilometer weit, in NW-SO-Ausdehnung bis zu 12 Kilometer.

## Berge
Der höchste Berg der Hegaualb ist der Neuhewen mit 867 m über NN. Weitere bekannte Erhebungen sind der Witthoh (862 m ü. NHN), der Höwenegg (812 m über NN) sowie ein 763 m hoher Bergrücken, an dessen Ende die Homburg thront.

## Landschaftstyp

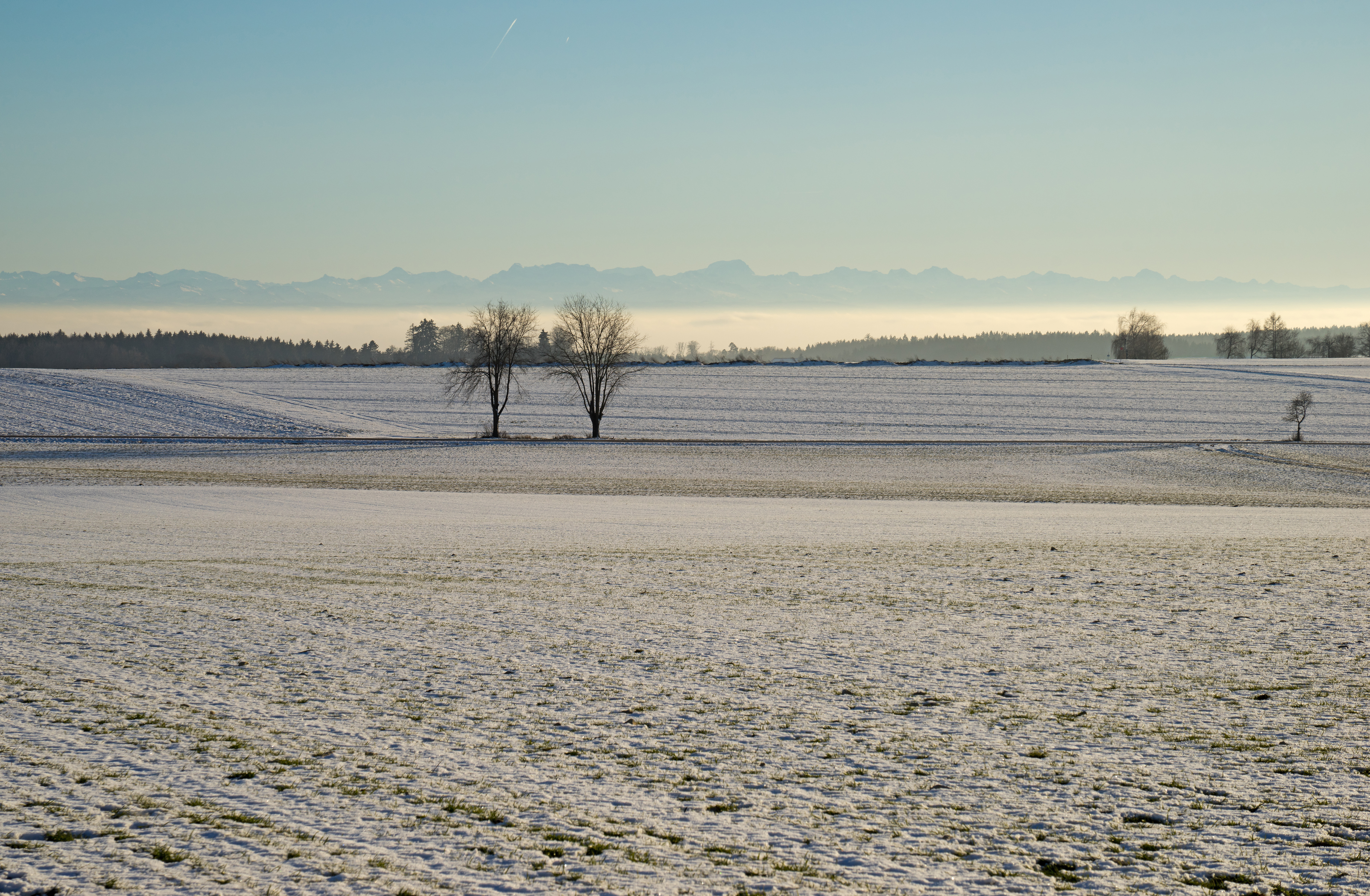
Blick vom Pfaffenbühl bei Leibertingen über die östliche Hegaualb. Im Hintergrund die Glarner Alpen.

Sie wird dem Landschaftstyp einer strukturreichen Waldlandschaft zugeordnet. Neben den vorherrschenden Fichtenbeständen prägen einige Buchenbestände das Landschaftsbild. Die übrigen Flächen sind überwiegend landwirtschaftliche Nutzfläche.

## Städte und Orte
- Ortsteile von Blumberg: Kommingen und Riedöschingen
- Buchheim (südlich des Donaudurchbruchs bei Beuron)
- Emmingen-Liptingen (südöstlich von Tuttlingen)
- Engen mit Bargen, Biesendorf, Bittelbrunn, Stetten und Zimmerholz
- Ortsteile von Eigeltingen: Glashütte, Heudorf im Hegau, Honstetten, Reute im Hegau und Rorgenwies
- Ortsteile von Immendingen: Hattingen, Mauenheim
- Leibertingen
- Stadtteil von Geisingen: Leipferdingen
- Neuhausen ob Eck mit Worndorf
- Tengen mit Blumenfeld, Büßlingen und Watterdingen